# Tribal-Klasse (1938)
Die Tribal-Klasse war eine Klasse von Zerstörern, die von 1936 bis 1948 für die Royal Navy, die Royal Australian Navy und die Royal Canadian Navy gebaut wurden. Sie waren größer als die bis dahin bestellten Zerstörer der A- bis I-Klasse und eine Reaktion der britischen Marine auf die Großzerstörer der anderen Marinen, insbesondere Japans. Von den 27 gebauten Schiffen gingen 13 während des Zweiten Weltkriegs verloren. Die britischen Einheiten wurden nach dem Ende des Krieges abgewrackt. Die australischen und kanadischen Schiffe wurden während des Kalten Kriegs bis in die 1960er-Jahre eingesetzt.

## Geschichte
Mit hunderten von Schiffen, die den Ersten Weltkrieg überdauert hatten, sah die Admiralität bis in die Mitte der 1920er-Jahre keine Notwendigkeit eines neuen Entwurfs für moderne Zerstörer. 1927 wurde mit der A-Klasse eine Neukonstruktion verwirklicht, auf der alle anderen Zerstörerklassen für die nächsten zehn Jahre basierten.
Die Tribal-Klasse, die 1935 entwickelt wurde, stellte eine bedeutende Abkehr von dieser Praxis dar. Auslöser für diese Änderung waren zwei wichtige Überlegungen: Erstens der Bau von großen, schnellen Zerstörern anderer Marinen mit schwerer Bewaffnung, insbesondere der japanischen Fubuki-Klasse. Und zweitens der Mangel an Kreuzern, der sich aus den Beschränkungen des Londoner Flottenvertrags und den durch die Rezession bedingten fiskalischen Einschränkungen bei den Ausgaben für die Marine ergab. Um die veralteten Zerstörer der C- und D-Klasse zu ersetzen, wurden der Admiralität mehrere Entwürfe mit den Bezeichnungen P bis V vorgelegt. Der V-Entwurf, eine Mischung aus einem Aufklärungsschiff und einem großen Zerstörer, wurde von der Admiralität stark favorisiert. Obwohl es einige Überlegungen gab, die Tonnage auf 2.000 Tonnen zu erhöhen, zwangen Politik und Finanzen schließlich dazu, ein Limit von 1850 Tonnen zu akzeptieren. Am 10. März 1936 wurden die ersten sieben Einheiten in Auftrag gegeben; im Juni desselben Jahres folgten neun weitere Bestellungen.

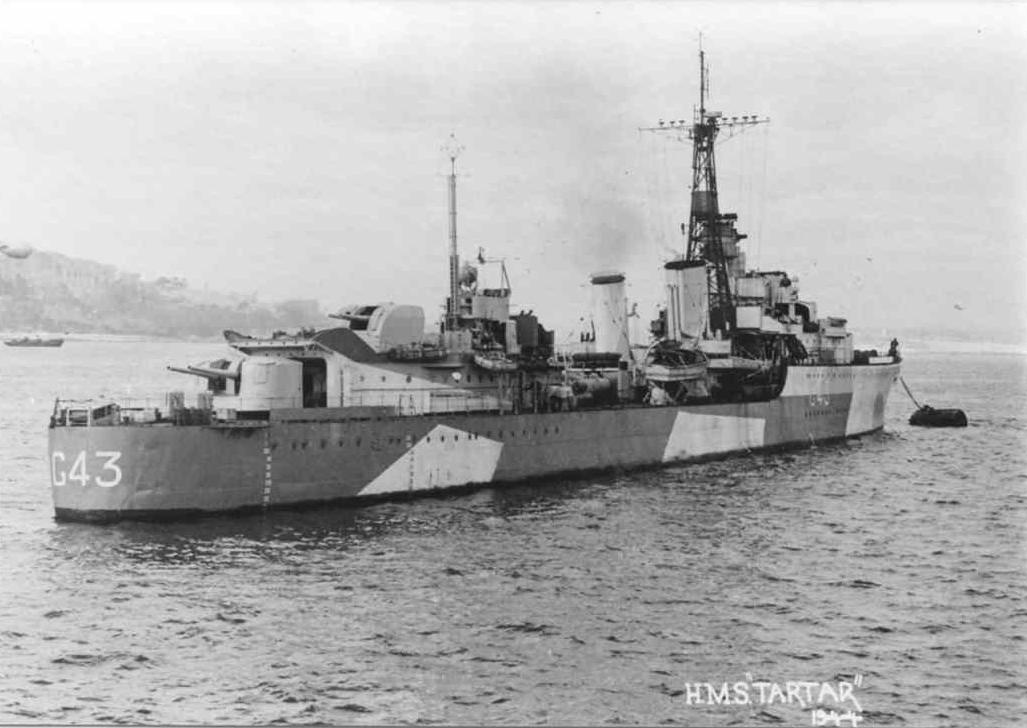
Die Tartar mit 120-mm- und 105-mm-Doppelgeschütz am Heck

Die Schiffe bildeten bei Indienstnahme zwei Flottillen: Die erste in der Mittelmeerflotte und die zweite bei der Home Fleet. Noch vor dem Kriegsbeginn wurden sie in normale Zerstörerflottillen (6th DF Home Fleet, 4th Med) umbenannt. Ihre ersten Kampfeinsätze erlebten die Schiffe ab April 1940 vor Norwegen, wo die Afridi und die Gurkha durch Luftangriffe verloren gingen. In der Folgezeit wurde die Luftabwehr der Schiffe verbessert. Bei allen Einheiten wurde das hintere überhöhte 120-mm-Doppelgeschütz durch ein 102-mm-Mk-XVI-Zwillingsgeschütz ersetzt. Die leichte Flak wurde nach und nach modernisiert und erweitert. Allerdings gingen 1941 drei und 1942 sieben weitere Schiffe verloren, so dass die Royal Navy Anfang 1943 nur noch über vier Einheiten verfügte. Die Ashanti wurde im September 1944, die Nubian und Tartar im November 1945 und die Eskimo im Februar 1946 der Reserve zugeteilt bzw. ausgemustert.
Die Royal Canadian Navy erhielt die ersten vier ihrer ursprünglich sieben Schiffe zwischen Dezember 1942 und September 1943 von der High Walker Werft von Vickers-Armstrong. Die vier in Kanada bestellten Schiffe (darunter der Ersatzbau für den Kriegsverlust) wurde zwischen September 1945 und Oktober 1947 in Dienst gestellt. Die Royal Australian Navy stellte am 30. April 1942 mit der in Cockatoo gebauten Arunta ihr erstes Schiff in Dienst, der bis zum 25. Mai 1945 noch zwei weitere folgten. Die kanadischen Nachbauten erhielten gar keine 120-mm-Kanonen, dafür zwei 102-mm-Zwillings-Geschütze und 40-mm-Flak. Die kanadischen Schiffe wurden in den 1950er-Jahren zur U-Abwehr umgerüstet. Dabei wurde die Bewaffnung erneut verändert und Squid-Mörser hinzugefügt. Auch die Aufbauten wurden verändert. Ähnliche Veränderungen wurden auch an zwei australischen Schiffen durchgeführt.

## Technik
Die Schiffe hatten eine Gesamtlänge von 115 m und eine Länge zwischen den Loten von 108 m. Die Breite betrug 11,10 m und der Tiefgang 3,96 m. Die Verdrängung lag zwischen 1.850 tn.l. und 2.520 tn.l.

### Antrieb
Die Schiffe waren mit zwei Dampfturbinen ausgestattet, die jeweils eine Welle antrieben und insgesamt 44.000 Shp ([32.362 kW) entwickelten, mit der sie eine Höchstgeschwindigkeit von 36 Knoten (67 km/h) erreichten. Der Dampf wurde von drei Admiralty-Kesseln mit einem Arbeitsdruck von 20,7 bar geliefert. Die Schiffe konnten maximal 5,16 tn.l. Heizöl mitführen, was ihnen bei 15 Knoten (28 km/h) eine Reichweite von 5.700 Seemeilen (10.600 km) ermöglichte. Die Besatzung des Schiffes bestand aus 190–250 Offizieren und Mannschaft. Als Hilfsmotor stand ein Vierzylinder-Paxman-Ricardo-Dieselgenerator mit einer Leistung von 41 PS (30 kW) zur Verfügung.

### Bewaffnung
Die Bewaffnung bestand aus acht 120-mm-Geschützen in Center-Pivot-Mk-XIX-Lafetten mit einem Gewicht von 25 tn.l. Die Türme befanden sich vor und hinter den Aufbauten. Die 5,3 m langen Geschütze hatten einen Seitenrichtbereich von −160 bis +160 Grad. Die Kanonen selbst wogen 3,2 tn.l. und hatten bei einer maximalen Elevation von 40° und einer Mündungsgeschwindigkeit von 808 m/s eine Reichweite von 15.545 m. Sie verschossen 22,7 kg schwere Granaten mit einer Kadenz von 10 bis 12 Schuss pro Minute. Die Dreh- und Erhöhungsgeschwindigkeit lag bei 10 Grad pro Sekunde. Sowohl die seitliche Ausrichtung als auch die Erhöhung und Absenkung der Rohre erfolgte durch eine 140-PS-Dampfturbine und eine Ölhydraulikpumpe. Zusätzlich waren eine 40-mm-Vierfachlafette und ein Vierfach-Torpedowerfer für 533-mm-Mk-IX-Torpedos

## Einheiten

### Tribal-Zerstörer der Royal Navy
| Name HMS | Werft                                    | Stapellauf In Dienst  | Verbleib |
| -------- | ---------------------------------------- | --------------------- | --- |
| Afridi   | Vickers Armstrongs Newcastle, Baunr. 6   | 8.06.1937 3.05.1938   | am 3. Mai 1940 in der Nordsee vor Namsos (Norwegen) nach Bombentreffern eines Sturzkampfflugzeugs Ju 87 des Sturzkampfgeschwaders 1 der Luftwaffe gekentert und gesunken. 92 Tote. |
| Ashanti  | William Denny, Dumbarton, Baunr.1300     | 5.11.1937 21.12.1938  | zum Abbruch verkauft: 12. April 1949 |
| Bedouin  | William Denny, Baunr.1301                | 21.12.1937 15.03.1939 | während der Operation Harpoon von zwei italienischen Kreuzern beschädigt und nach Torpedotreffer einer SM.79 der Aeronautica Militare am 3. Juli 1942 im Mittelmeer gesunken. Von 241 Mann wurden 28 getötet, 213 gingen in italienische Kriegsgefangenschaft.                                  |
| Cossack  | Vickers-Armstrongs, Newcastle, Baunr. 7  | 8.06.1937 7.06.1938   | am 27. Oktober 1941 nach Torpedotreffer von U 563 drei Tage vorher im Schlepp bei schwerer See westlich Gibraltar mit 159 Mann gesunken |
| Eskimo   | Vickers-Armstrongs, Newcastle, Baunr. 81 | 3.09.1937 30.12.1938  | zum Abbruch verkauft: 27. Juni 1949 |
| Gurkha   | Fairfield, Govan, Baunr. 659             | 7.07.1937 21.10.1938  | am 9. April 1940 in der Nordsee vor Stavanger (Norwegen) nach Bombentreffern von Ju 88 und He 111 der Kampfgeschwader 26 und 30 der Luftwaffe gesunken, 15 Tote |
| Maori    | Fairfield, Baunr. 660                    | 2.09.1937 2.01.1939   | am 12. Februar 1942 nach Bombentreffer im Grand Harbour von Valletta (Malta) auf Grund gesetzt. Ein Toter. Ende 1942 gehoben und vor St. Elmo geschleppt. Im Juli 1945 bei einem Bergungsversuch im Schlepp in zwei Teile gebrochen. Die Hecksektion wurde außerhalb des Hafenbeckens versenkt. |
| Mashona  | Vickers-Armstrongs, Newcastle, Baunr. 91 | 3.09.1937 28.03.1939  | am 28. Mai 1941 nach Bombentreffer durch Junkers Ju 88 des Kampfgeschwaders 77 der Luftwaffe im Atlantik vor der Küste von Galway gesunken, 46 Tote |
| Matabele | Scotts, Greenock, Baunr. 568             | 6.10.1937 25.01.1939  | am 17. Januar 1942 bei der Eskortierung des Nordmeergeleitzuges PQ-8 nach Torpedotreffer von U 454 in der Barentssee gesunken, von 238 Mann konnten 2 gerettet werden. |
| Mohawk   | J.I. Thornycroft, Woolston               | 15.10.1937 7.09.1938  | am 16. April 1941 nach zwei Torpedotreffern eines italienischen Zerstörers im Mittelmeer vor den Kerkenna-Inseln gesunken, 43 Tote |
| Nubian   | J.I. Thornycroft                         | 21.12.1937 6.12.1938  | zum Abbruch verkauft: 11. Juni 1949 |
| Punjabi  | Scotts, Baunr. 569                       | 18.12.1937 29.03.1939 | am 1. Mai 1942 im Atlantik vom britischen Schlachtschiff King George V im Nebel mittschiffs gerammt, in zwei Teile zerbrochen und gesunken, von den 258 Besatzungsmitgliedern der Punjabi konnten 205 gerettet werden                                                                           |
| Sikh     | A. Stephen, Linthouse, Baunr. 553        | 17.12.1937 12.10.1938 | am 14. September 1942 während der Operation Agreement im Mittelmeer vor Tobruk gesunken, 23 Tote, 223 Kriegsgefangene |
| Somali   | Swan Hunter, Wallsend, BauNr. 1527       | 24.08.1937 12.12.1938 | nach Torpedotreffer von U 703 vier Tage vorher am 24. September 1942 nördlich Island im Schlepp gesunken |
| Tartar   | Swan Hunter, BauNr. 1528                 | 21.10.1937 10.03.1939 | zum Abbruch verkauft: 6. Januar 1948 |
| Zulu     | A. Stephen, BauNr. 552                   | 23.09.1937 7.09.1938  | am 14. September 1942 während der Operation Agreement im Mittelmeer vor Tobruk gesunken |

1Einbau Turbinenanlage und Fertigstellung bei Parsons Marine Steam Turbine Co., Wallsend

### Schiffe der Royal Canadian Navy
| Name            | Bauwerft                                | Kiellegung         | Stapellauf         | Indienststellung   | Verbleib |
| --------------- | --------------------------------------- | ------------------ | ------------------ | ------------------ | --- |
| Iroquois        | Vickers-Armstrongs, Newcastle upon Tyne | 9. September 1940  | 23. September 1941 | 10. Dezember 1942  | 1966 in Bilbao abgewrackt |
| Athabaskan (I)  | Vickers-Armstrongs, Newcastle upon Tyne |                    | 18. November 1941  | 3. Februar 1943    | am 29. April 1944 nach Torpedotreffern von T 24 und T 27 im Ärmelkanal nordöstlich Ouessant gesunken. Von 256 Mann kamen 129 ums Leben, 83 wurden von deutschen Schiffen gerettet und gingen in Kriegsgefangenschaft; weitere 44 konnte das Schwesterschiff Haida aufnehmen. |
| Huron           | Vickers-Armstrongs, Newcastle upon Tyne | 15. Juli 1941      | 25. Juni 1942      | 20. Juli 1943      | 1965 in La Spezia abgewrackt |
| Haida           | Vickers-Armstrongs, Newcastle upon Tyne | 29. September 1941 | 25. August 1942    | 18. September 1943 | seit 1965 Museumsschiff in Hamilton (Ontario) |
| Micmac          | Halifax Shipyard, Halifax               | 20. Mai 1942       | 18. September 1943 | 14. September 1945 | 1964 in Faslane abgewrackt |
| Nootka          | Halifax Shipyard, Halifax               | 20. Mai 1942       | 26. April 1944     | 9. August 1946     | 1964 in Faslane abgewrackt |
| Cayuga          | Halifax Shipyard, Halifax               | 7. Oktober 1943    | 28. Juli 1945      | 20. Oktober 1947   | 1964 in Faslane abgewrackt |
| Athabaskan (II) | Halifax Shipyard, Halifax               | 15. Mai 1944       | 4. Mai 1946        | 12. Januar 1947    | 21. April 1966 außer Dienst gestellt, 1969 abgewrackt |

### Schiffe der Royal Australian Navy
| Name       | Bauwerft                                   | Kiellegung        | Stapellauf        | Indienststellung  | Verbleib |
| ---------- | ------------------------------------------ | ----------------- | ----------------- | ----------------- | --- |
| Arunta     | Marinewerft Cockatoo Port Jackson (Sydney) | 15. November 1939 | 30. November 1940 | 30. April 1942    | Am 21. Dezember 1956 außer Dienst gestellt, 1968 verkauft und am 13. Februar 1969 auf dem Weg nach Taiwan zur Verschrottung vor Sydney Heads im Schlepp gesunken |
| Warramunga | Marinewerft Cockatoo Port Jackson (Sydney) | 10. Februar 1940  | 6. Februar 1942   | 23. November 1942 | Am 7. Dezember 1959 außer Dienst gestellt und Anfang 1963 zur Verschrottung an eine japanische Firma verkauft                                                    |
| Bataan     | Marinewerft Cockatoo Port Jackson (Sydney) | 18. Februar 1942  | 15. Januar 1944   | 25. Mai 1945      | Am 18. Oktober 1954 außer Dienst gestellt und im Mai 1958 zur Verschrottung an eine japanische Firma verkauft                                                    |